# Paola Caccialanza
Paola Caccialanza (Crema, 28 dicembre 1989) è una cestista italiana.

## Carriera

### Nei club
Alta 178 centimetri, è cresciuta nelle squadre giovanili del Basket Team Crema fino ad approdare nella prima squadra, in serie B, nella stagione 2003/2004, seguendone le sorti senza mai cambiare maglia e divenendo 
capitano della squadra a partire dalla stagione di serie B 2011/2012.
Con il Basket Team Crema ha subito una retrocessione in serie B (nella stagione 2011/2012) due promozioni in A2 (dalle stagioni 2006/2007 e 2012/2013) e una promozione in A1 (dalla stagione 2022/2023).
Ha vinto cinque Coppe Italia di Serie A2 consecutive dal 2018 al 2022.
La Lega Basket Femminile le ha assegnato il premio di Mvp della serie A2 girone nord 2021-2022.

## Statistiche
Statistiche aggiornate al 20 maggio 2023

### Stagione regolare
| Stagione        | Squadra           | Competizione | Partite | Partite | Partite | Statistiche tiro | Statistiche tiro | Statistiche tiro | Altre statistiche | Altre statistiche | Altre statistiche | Altre statistiche | Altre statistiche |
| Stagione        | Squadra           | Competizione | Pres.   | Titol.  | Minuti  | Tiri da 2        | Tiri da 3        | Liberi           | Rimb.             | Assist            | Rubate            | Stopp.            | Punti             |
| --------------- | ----------------- | ------------ | ------- | ------- | ------- | ---------------- | ---------------- | ---------------- | ----------------- | ----------------- | ----------------- | ----------------- | ----------------- |
| 2003-2004       | Basket Team Crema | Serie B      |         |         |         |                  |                  |                  |                   |                   |                   |                   |                   |
| 2004-2005       | Basket Team Crema | Serie B      |         |         |         |                  |                  |                  |                   |                   |                   |                   |                   |
| 2005-2006       | Basket Team Crema | Serie B      |         |         |         |                  |                  |                  |                   |                   |                   |                   |                   |
| 2006-2007       | Basket Team Crema | Serie A2     | 30      |         | 391     | 26/50            | 17/46            | 8/11             | 50                | 6                 | 37                | 7                 | 108               |
| 2007-2008       | Basket Team Crema | Serie A2     | 36      |         | 661     | 35/78            | 39/114           | 22/29            | 79                | 10                | 70                | 3                 | 209               |
| 2008-2009       | Basket Team Crema | Serie A2     | 28      |         | 507     | 24/47            | 22/69            | 12/17            | 54                | 7                 | 42                | 4                 | 126               |
| 2009-2010       | Basket Team Crema | Serie A2     | 28      |         | 727     | 35/83            | 44/140           | 50/59            | 63                | 28                | 64                | 5                 | 252               |
| 2010-2011       | Basket Team Crema | Serie A2     | 28      |         | 751     | 40/112           | 43/148           | 33/51            | 62                | 19                | 61                | 7                 | 242               |
| 2011-2012       | Basket Team Crema | Serie B      | 24      |         | 671     | 45/112           | 60/161           | 38/45            | 67                | 28                | 72                | 3                 | 308               |
| 2012-2013       | Basket Team Crema | Serie A2     | 31      |         | 818     | 58/127           | 65/202           | 38/52            | 72                | 30                | 89                | 9                 | 349               |
| 2013-2014       | Basket Team Crema | Serie A2     | 22      |         | 741     | 51/120           | 58/159           | 25/34            | 76                | 23                | 74                | 6                 | 301               |
| 2014-2015       | Basket Team Crema | Serie A2     | 25      |         | 724     | 54/133           | 46/127           | 38/46            | 72                | 50                | 71                | 3                 | 284               |
| 2015-2016       | Basket Team Crema | Serie A2     | 33      |         | 1060    | 83/210           | 83/274           | 52/67            | 135               | 54                | 96                | 4                 | 467               |
| 2016-2017       | Basket Team Crema | Serie A2     | 31      |         | 871     | 79/181           | 57/193           | 26/33            | 102               | 49                | 81                | 4                 | 355               |
| 2017-2018       | Basket Team Crema | Serie A2     | 32      |         | 880     | 48/124           | 48/184           | 20/25            | 112               | 38                | 44                | 6                 | 260               |
| 2018-2019       | Basket Team Crema | Serie A2     | 34      |         | 1109    | 20/69            | 44/157           | 20/27            | 68                | 27                | 28                | 7                 | 192               |
| 2019-2020       | Basket Team Crema | Serie A2     | 20      |         | 505     | 15/44            | 46/131           | 6/8              | 52                | 20                | 18                | 3                 | 174               |
| 2020-2021       | Basket Team Crema | Serie A2     | 23      |         | 550     | 16/47            | 42/136           | 11/13            | 58                | 12                | 19                | 3                 | 169               |
| 2021-2022       | Basket Team Crema | Serie A2     | 33      |         | 296     | 8/24             | 14/49            | 2/2              | 29                | 13                | 17                | 1                 | 60                |
| 2022-2023       | Basket Team Crema | Serie A1     | 27      |         | 47      | 1/1              | 5/11             | 0/0              | 50                | 6                 | 37                | 1                 | 17                |
| Totale carriera |                   |              |         |         |         |                  |                  |                  |                   |                   |                   |                   |                   |

### Coppe nazionali
| Stagione        | Squadra           | Competizione          | Partite | Partite | Partite | Statistiche tiro | Statistiche tiro | Statistiche tiro | Altre statistiche | Altre statistiche | Altre statistiche | Altre statistiche | Altre statistiche |
| Stagione        | Squadra           | Competizione          | Pres.   | Titol.  | Minuti  | Tiri da 2        | Tiri da 3        | Liberi           | Rimb.             | Assist            | Rubate            | Stopp.            | Punti             |
| --------------- | ----------------- | --------------------- | ------- | ------- | ------- | ---------------- | ---------------- | ---------------- | ----------------- | ----------------- | ----------------- | ----------------- | ----------------- |
| 2011/2012       | Basket Team Crema | Coppa Italia Serie B  | 3       |         | 89      | 6/15             | 4/24             | 3/4              | 9                 | 4                 | 9                 | 0                 | 27                |
| 2015/2016       | Basket Team Crema | Coppa Italia Serie A2 | 1       |         | 29      | 0/5              | 1/9              | 0/0              | 7                 | 0                 | 3                 | 0                 | 3                 |
| 2017/2018       | Basket Team Crema | Coppa Italia Serie A2 | 3       |         | 90      | 3/8              | 9/19             | 1/2              | 6                 | 5                 | 4                 | 1                 | 34                |
| 2018/2019       | Basket Team Crema | Coppa Italia Serie A2 | 3       |         | 57      | 1/1              | 6/16             | 5/8              | 5                 | 6                 | 2                 | 0                 | 25                |
| 2020/2021       | Basket Team Crema | Coppa Italia Serie A2 | 3       |         | 82      | 2/5              | 5/25             | 0/0              | 6                 | 3                 | 1                 | 0                 | 19                |
| 2020/2021       | Basket Team Crema | Coppa Italia Serie A2 | 3       |         | 61      | 0/2              | 5/19             | 1/2              | 4                 | 4                 | 3                 | 0                 | 16                |
| 2021/2022       | Basket Team Crema | Coppa Italia Serie A2 | 3       |         | 34      | 0/2              | 5/9              | 1/2              | 5                 | 3                 | 2                 | 0                 | 16                |
| Totale carriera |                   |                       |         |         |         |                  |                  |                  |                   |                   |                   |                   |                   |

## Palmarès
- Coppa Italia di Serie A2: 5
Crema: 2018, 2019, 2020, 2021.2022
- Campionato italiano di Serie A2: 1
Crema: 2021-2022
- MVP Lega Basket Femminile: 1
Crema: 2021-2022